# لوکاس براوو
لوکاس براوو (انگلیسی: Lucas Bravo؛ زادهٔ ۲۶ مارس ۱۹۸۸) بازیگر و مدل اهل فرانسه است. وی از سال ۲۰۱۳ میلادی تاکنون مشغول فعالیت بوده‌است.
از فیلم‌ها یا برنامه‌های تلویزیونی که وی در آن نقش داشته‌است می‌توان به امیلی در پاریس، بلیت بهشت اشاره کرد.